# Littoraria undulata
Littoraria undulata, tên tiếng Anh: robust shell, là một loài ốc biển, là động vật thân mềm chân bụng sống ở biển trong họ Littorinidae.